# Валери, Диего (поэт)
Диего Вале́ри (итал. Diego Valeri; 25 января 1887, Пьове-ди-Сакко, Венеция — 27 ноября 1976, Рим) — итальянский поэт, переводчик, критик.
Окончил Сорбонну, по возвращении в Италию преподавал итальянский язык и латынь в школе, затем с 1939 г. профессор французского языка и литературы в Падуанском университете — в этом учебном заведении проработал несколько десятков лет (с перерывом в 1943—1945 гг., когда военные действия вынудили его искать убежище в Швейцарии), в дальнейшем специализируясь преимущественно в области итальянской литературы. На протяжении всей жизни Валери выпустил семь книг о французской литературе, в том числе монографию о Монтене (1925) и ряд сочинений о новейшей французской поэзии.
Поэтический дебют Валери состоялся в 1913 году с выходом сборника «Весёлые печали» (итал. Le gaie tristezze), за которым последовали ещё 15 книг стихов, в том числе книга 1967 года «Стихи», за которую Валери был удостоен Премии Виареджо. Среди его многочисленных переводов — сборник французской средневековой любовной прозы (1943), «Мадам Бовари» Флобера и «Красное и чёрное» Стендаля, басни Лафонтена, другая французская, а также немецкая поэзия. На либретто Валери написана опера-сказка Габриэле Бьянки «Сореджина».